# Raquel Aguirre de Castro
Raquel Aguirre de Castro (1909-2006) fue una filántropa argentina propulsora de las artes, se casó con el compositor y director de orquesta Juan José Castro.
Nieta del pianista italiano Clementino del Ponte e hija del compositor Julián Aguirre y Margarita del Ponte. 
A la muerte de Aguirre (1868-1924) la Escuela Argentina de Música, que fundara el destacado compositor en 1916, quedó en manos de sus herederos. Se necesitaba un músico que la llevara adelante. Ernest Ansermet les recomendó a "un muchacho de mucho porvenir", Juan José Castro. Así se conocieron. 
"Mamá me decía que debíamos tratarlo muy bien porque le pagábamos poco y era un profesor excelente. Entonces yo lo invitaba a que subiera a probar mis helados. Así nos enamoramos" (Raquel Aguirre de Castro).
Conocida en el ambiente cultural argentino como "Raka", fue entusiasta propulsora de la música argentina y en especial su marido Juan José Castro.
Al morir éste en 1968, dedicó su vida a la difusión de su obra. Por esa labor en 1993 fue condecorada con la Orden de Isabel la Católica en rango de Oficial.